# Дијаблок (Кентаки)
Дијаблок (енгл. Diablock) насељено је место без административног статуса у америчкој савезној држави Кентаки.

## Демографија
По попису из 2010. године број становника је 453.
| Група             | 2000.    | 2010.       |
| Белци             | 0 (0,0%) | 433 (95,6%) |
| Афроамериканци    | 0 (0,0%) | 7 (1,5%)    |
| Азијати           | 0 (0,0%) | 2 (0,4%)    |
| Хиспаноамериканци | 0 (0,0%) | 8 (1,8%)    |
| Укупно            | 0        | 453         |